# Eunice Newton Foote
Eunice Newton Foote, född 17 juli 1819, död 30 september 1888, var en amerikansk forskare (specialiserad i biologi, särskilt botanik), uppfinnare och kvinnorättsaktivist från Seneca Falls i New York.

## Forskning
Eunice Newton Foote var den första forskare som experimenterade med solljusets värmande effekt på olika gaser och teoretisera att en förändring av andelen koldioxid i atmosfären skulle ändra temperaturen på jorden. Hon använde en luftpump, fyra kvicksilvertermometrar och två glascylindrar för att genomföra experimentet. Genom att först placera termometrarna i varsin cylinder, till att sedan evakuera luften i den ena cylindern och komprimera luften i den andra. Därefter kunde hon, när hon låtit de båda cylindrarna uppnå samma temperatur, ställa dessa i direkt solljus och mätte temperaturvariansen i de båda. Hon genomförde dessa experiment på koldioxid (CO2), vanlig luft och vätgas (H2) gas. 
Av alla de gaser som Foote använt i sitt experiment kom hon fram till att cylindern med koldioxid genererade den största värmen, med att nå en temperatur på 52 °C (125 °F). Hon konstaterade även att när den med koldioxid fyllda cylindern väl hade tagit bort från solljuset för att svalna, tog det mycket längre tid för den än för de andra gaserna att svalna.  Foote antog, att om jordens atmosfär skulle bestå av koldioxid, skulle det innebära att jordens temperatur skulle höjas.

### Erkännande
År 2010 upptäckte Ray Sorenson, en pensionerad petroleumgeolog, Footes experiment i 1857 års volym av "Annual Scientific Discovery". Sorenson förstod att Foote måste ha varit den första som gjort kopplingen mellan koldioxid och klimatförändringar och att hennes arbete länge hade varit okänt.  Sorenson publicerade sin upptäckt om Footes arbete i januari 2011 i AAPG:s (American Association of Petroleum Geologists) Search and Discovery, som enligt honom själv har fått mer respons än något av hans tidigare arbeten. Under en vetenskaplig konferens i maj 2018, ledd av John Perlin, diskuterades Footes bidrag till forskningen om klimatförändringarna, kvinnors rättigheter och synen på att istället för att det skulle ha varit en man, John Tyndall, som upptäckte koldioxidens roll inom den globala uppvärmningen, i själva verket var en kvinna vars arbete blivit glömt. I november 2019 höll biblioteket i University of California, Santa Barbara i en utställning för att hedra Footes arbete och arv, genom att hävda att hon upptäckt koldioxidens unika sätt att absorbera och stråla tillbaka solens värme till jorden. Perlin, som skriver en book om Foote för att hävda hennes arv som fundamentet i förståelsen för växthuseffekten sa: "Jag kallar henne vetenskapens Rosa Parks".